# Deconychura pallida
O arapaçu-rabudo "meridional" (Deconychura pallida) é uma espécie de ave da subfamília Dendrocolaptinae da família Furnariidae. É encontrado na Bolívia, Brasil, Colômbia, Equador, Peru e Venezuela.

## Taxonomia e sistemática
O arapaçu-rabudo (meridional) era anteriormente considerado como parte integrante do arapaçu-rabudo (Deconychura longicauda), agora subdividido em arapaçu-rabudo "setentrional", mantendo D. longicauda, e arapaçu-rabudo "pequeno" (D. typica). O Handbook of the Birds of the World (HBW) da BirdLife International os trata separadamente desde a década de 2010, e o Comitê Ornitológico Internacional (IOC) seguiu o exemplo em julho de 2023. No entanto, os Comitês de Classificação Norte-Americanos e Sul-Americanos da Sociedade Ornitológica Americana (AOS) e a taxonomia de Clements tratam o arapaçu-rabudo como uma única espécie. A AOS observa que ele provavelmente consiste em pelo menos duas, e possivelmente três espécies.
O IOC e o HBW reconhecem essas três subespécies; Clements as agrupa como "arapaçu-rabudo (meridional)":
- D. p. connectens (Zimmer, JT, 1929)
- D. p. pallida (Zimmer, JT, 1929)
- D. p. zimmeri (Pinto, 1974)

## Descrição
O arapaçu-rabudo (meridional) é um membro de tamanho médio de sua subfamília, com um corpo fino, asas e cauda longas e um bico fino e reto de comprimento médio. Tem de 16 a 21 cm de comprimento e pesa cerca de 24 a 32 g. Os machos são mais compridos e pesados do que as fêmeas, e tanto o comprimento quanto o peso variam entre as subespécies. A plumagem da espécie varia apenas ligeiramente entre as subespécies, e machos e fêmeas são semelhantes. Os adultos são principalmente marrom-oliva com uma coroa e nuca mais escuras, listras finas bege. Seus loros e supercílios são esbranquiçados ou de um bege profundo. Suas asas, coberturas superiores da cauda e cauda são castanho-avermelhadas; suas primárias têm pontas escuras. Sua garganta varia de amarelo-esbranquiçado a ocráceo, seu peito é marrom-oliva com listras amareladas, sua barriga e flancos são marrom-oliva claro e sua cobertura infracaudal é ruiva. Suas coberturas inferiores das asas e a parte inferior das penas de voo são ruivo-canela. Sua íris é marrom, seu bico é cinza ou preto, e suas pernas e pés são cinza ou preto-acinzentado. Os juvenis são muito semelhantes aos adultos, com uma cabeça ligeiramente mais escura e menos listras claras no peito.

## Distribuição
As subespécies do arapaçu-rabudo (meridional) são assim encontradas:
- D. p. connectens, Bacia Amazônica ao norte do rio Amazonas, do leste da Colômbia e sul da Venezuela ao sul até o leste do Equador, leste do Peru e a bacia superior do rio Negro, no noroeste do Brasil;
- D. p. pallida, Bacia Amazônica ao sul do Rio Amazonas, do sudeste do Peru e norte da Bolívia a leste do Brasil, pelo menos até o rio Tapajós e possivelmente o rio Tocantins;
- D. p. zimmeri, Brasil ao sul do rio Amazonas, do rio Tocantins (e possivelmente o rio Tapajós) a leste até o Oceano Atlântico.

O arapaçu-rabudo (meridional) habita uma variedade de paisagens florestais, onde prefere o interior da floresta primária úmida. Ele ocorre nas bordas da floresta e em florestas secundárias maduras. Na Amazônia, é encontrado principalmente em florestas de terra firme e várzea até cerca de 500 m. Na Colômbia, atinge 1.500 m, no Equador 1.700 m, no Peru 1.500 m e na Bolívia 1.250 m.

## Comportamento

### Movimento
O arapaçu-rabudo (meridional) não é migratório, habitando uma área delimitada durante todo o ano.

### Alimentação
O arapaçu-rabudo (meridional) se alimenta principalmente do sub-bosque até o dossel florestal, cerca de 3 a 20 m acima do solo. Ele consome o alimento sozinho, em pares, ou em bandos formados por espécies mistas; a composição do último varia. Geralmente, sobe em troncos e cipós para pegar ou recolher sua presa, mas às vezes faz pequenas investidas para capturá-la no ar. Sua dieta não é conhecida em detalhes, mas é composta principalmente de artrópodes e parece favorecer indivíduos adultos, em vez de incluir um número significativo de larvas.

### Reprodução
Quase nada se sabe sobre a biologia reprodutiva do arapaçu-rabudo (meridional). As escassas evidências indicam que sua estação reprodutiva varia geograficamente.

### Vocalização
A canção do arapaçu-rabudo (meridional) é "uma série claramente descendente de tipicamente 6–8 assobios principalmente de tom baixo" com até 12 notas. A espécie pode cantar a qualquer hora do dia, embora seja mais ouvida no início da manhã e no final da tarde. Ela não canta continuamente. A reprodução da canção local provoca uma resposta forte, então a canção "provavelmente tem uma função territorial".

## Status
A IUCN avaliou o arapaçu-rabudo (meridional) como "Quase Ameaçado". Embora tenha uma distribuição muito grande, seu tamanho populacional não é conhecido e acredita-se que esteja diminuindo. O desmatamento contínuo na Bacia Amazônica, especialmente para pecuária e cultivo de soja, é a principal ameaça. "É particularmente suscetível à modificação e fragmentação do habitat, e é naturalmente raro, apesar de sua ampla distribuição". É considerado "geralmente incomum a bastante comum no leste da Colômbia e sudeste do Peru, bastante comum a comum em partes da Amazônia brasileira, mas raro e local no Equador". Todas as subespécies ocorrem em algumas áreas protegidas.